# Ithaca, New York

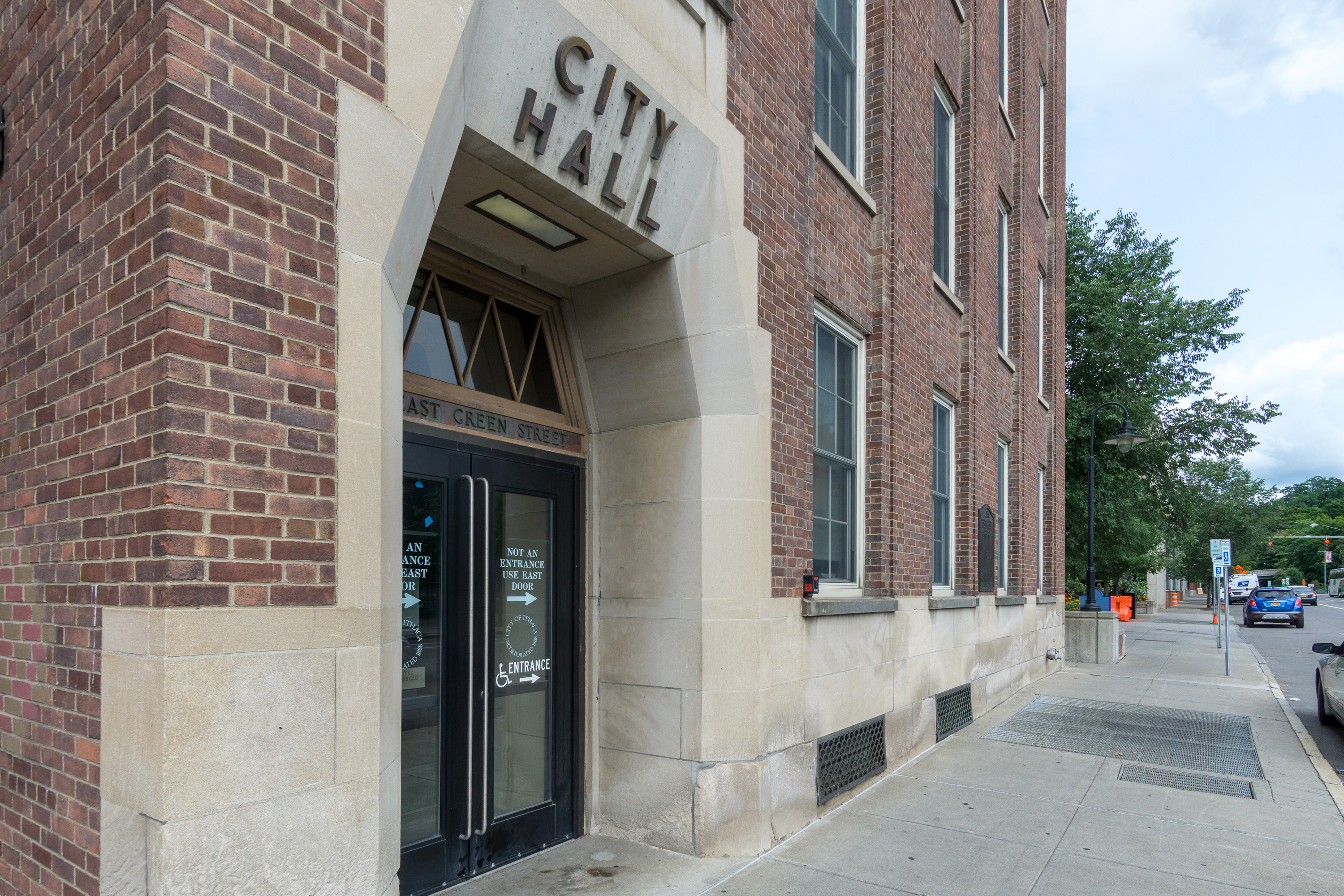
Ithaca, New York

Ithaca, New York là một thành phố thủ phủ quận Tompkins trong bang New York, Hoa Kỳ. Thành phố có tổng diện tích km², trong đó diện tích đất là km². Theo điều tra dân số Hoa Kỳ năm 2010, thành phố có dân số 30.014 người, khu vực đô thị có dân số 101.564 người. Thành phố Ithaca, New York là một phần của Vùng đô thị New York.
Thành phố cũng là cộng đồng lớn nhất trong khu vực đô thị Ithaca-Tompkins (mà cũng có chứa các thành phố riêng biệt của thành phố Ithaca, làng Cayuga Heights, làng Lansing và các thị trấn và các làng khác trong quận Tompkins). Thành phố Ithaca nằm trên bờ biển phía nam của hồ Cayuga, ở miền Trung New York. Nó được đặt tên theo hòn đảo của Hy Lạp Ithaca.
Ithaca được biết đến với Đại học Cornell, một trường thuộc Liên đoàn Ivy với 20.000 sinh viên (hầu hết là nghiên cứu tại khu trường sở Ithaca của trường). Ithaca College nằm phía nam của thành phố trong thị trấn Ithaca.